# Flutung (Tagebau)

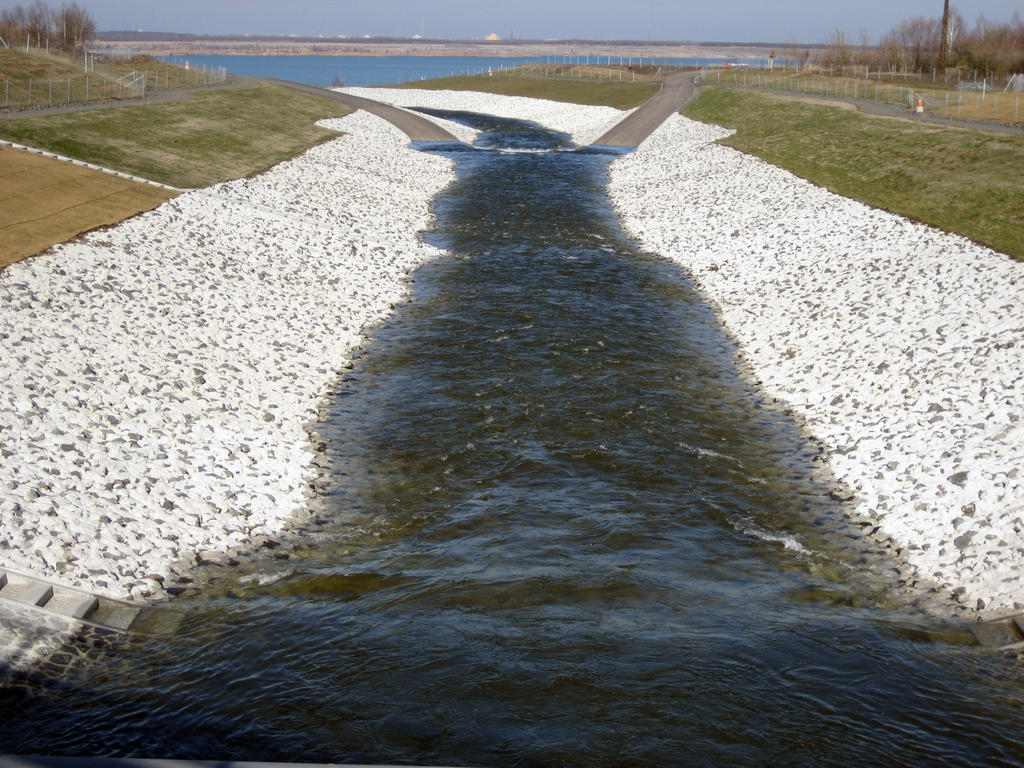
Flutung eines ehemaligen Tagebaus

Als Flutung wird im Tagebau der Anstieg des Grubenwassers in einem Tagebaurestloch bezeichnet. Die Flutung ist ein Verfahren zur Renaturierung der nicht mehr benötigten Tagebaue. Sie kann entweder ungesteuert oder gesteuert erfolgen. Immer wieder wird anstelle des Grubenwassers, oder auch zusätzlich zu selbigem, Oberflächenwasser aus örtlichen Vorflutern oder stehenden Gewässern zur Flutung verwendet.

## Grundlagen
Um in einer Lagerstätte Tagebau betreiben zu können, ist es erforderlich, das zusitzende Wasser abzupumpen. Diese teilweise aufwendigen Maßnahmen sind erforderlich, um sämtliches Grund-, Stand- und Oberflächenwasser aus dem Abbauraum fernzuhalten und als Sümpfungswasser abzuleiten. Wenn nun die Mineralien der Lagerstätte gewonnen sind, reicht der übrig gebliebene Abraum aufgrund des entstandenen Massendefizits nicht aus, um das entstandene Loch wieder vollständig zu verfüllen. Zudem werden die Böschungen an den Tagebaurestlöchern im Laufe der Zeit instabil, was eine Nachnutzung des ehemaligen Bergbaugeländes verhindern würde. Damit das verbliebene Bergbaugelände wieder von der Allgemeinheit genutzt werden kann, wird das Tagebaurestloch mit Wasser gefüllt, es wird geflutet. Teilweise wird – so zum Beispiel im  rheinischen Revier – ein Tagebaurestloch mit dem Abraum eines anderen verfüllt. Dies führt in Summe dazu, dass das Massendefizit der Tagebaue, aus denen der Abraum stammt, anwächst. Pläne für den noch aktiven  Tagebau Hambach sehen daher im Extremfall einen bis zu 400 Meter tiefen See als Endzustand gegen Ende des 21. Jahrhunderts / Anfang des 22. Jahrhunderts vor. Dieser See wäre der tiefste in Deutschland, nach Volumen der zweitgrößte nach dem Bodensee und mit Abstand das größte geflutete Tagebaurestloch der Welt.

## Durchführung der Flutung
Die Flutung kann auf zwei Arten erfolgen: durch passive oder durch aktive Flutung. Bei der passiven Flutung, die auch Eigenwasseraufgang genannt wird, erfolgt der Wasseranstieg durch das naturgemäß im Grundwasserleiter vorhandene Wasser. Allerdings kann dieser natürliche Auffüllungsprozess mehrere Jahrzehnte dauern. Die aktive Flutung, auch Fremdflutung genannt, ist am besten für die Sanierung des Wasserhaushaltes der ehemaligen Tagebaue geeignet. Hierbei wird Wasser aus Flüssen oder anderen Gewässern in das Tagebaurestloch geleitet. Eine weitere Möglichkeit, Fremdwasser hinzuzufügen ist es, das Sümpfungswasser benachbarter aktiver Tagebaue nicht in die Flüsse abzuleiten, sondern zur Flutung des Restlochs zu nutzen. Durch die Fremdflutung wird der Anstieg des Wasserspiegels im Tagebaurestloch beschleunigt. Zudem werden hierdurch die geotechnischen Verhältnisse stabilisiert, die Beschaffenheit des Wassers positiv beeinflusst und der Flutungsvorgang schneller beendet. Allerdings sind nur wenige Tagebaurestlöcher geographisch so gelegen, dass sie direkt von einem Oberflächengewässer geflutet werden können. Häufig muss das Flutungswasser über längere Strecken in das Restloch gepumpt werden. Dazu sind in der Regel mehrere Pumpstationen erforderlich. Hierfür ist oftmals ein Monitoring und eine Eingriffsmöglichkeit in den Flutungsvorgang erforderlich. Insbesondere bei knapper werdenden Fremdwasser-Ressourcen müssen Flutungsvorgänge oftmals unterbrochen und zu einem späteren Zeitpunkt fortgesetzt werden. Bis zum Erreichen eines ausgeglichenen Wasserhaushaltes, der sich zudem noch selber reguliert, müssen häufig eine große Anzahl an Pumpstationen und Reinigungsanlagen betrieben werden. Am Ende des Flutungsprozesses ist dann ein Tagebaurestsee entstanden, der zur Naherholung genutzt werden kann.

## Probleme
Die Flutung von Tagebaurestlöchern bringt oftmals auch Probleme mit sich. In einigen Bergrevieren sind die Böden so beschaffen, dass sie einen hohen Pyritgehalt haben. Dadurch bedingt wird die hydrochemische Entwicklung der entstehenden Tagebaurestseen durch Stoffeinträge von den Sedimenten der Restlochböschungen und dem zuströmenden Grundwasser beeinflusst. Hier ist insbesondere die Bildung saurer Grubenwässer durch die Verwitterung der Eisendisulfite Pyrit und Markasit ein bekanntes Phänomen. Beim Kontakt der Eisendisulfite mit Sauerstoff oxidieren die Eisendisulfite, was wiederum zu einer Mobilisierung von Sulfaten und Metallionen führt. Die Verwitterungsprodukte von Eisendisulfiten werden im Regenwasser gelöst und strömen so in das Restlochwasser. Dies führt zu einer Versauerung des Wassers im Restloch und in Folge damit zu einer Qualitätsverschlechterung. Insbesondere die Kippenwässer aus den Abraumkippen weisen oftmals extrem saure pH-Werte von 2,0 bis 2,9 auf. Zudem weisen diese Wässer häufig erhöhte Konzentrationen an Eisen und Sulfat, sowie oftmals auch Mangan und Aluminium auf. Durch das gelöste Eisen kommt es zu einer Braunfärbung der Wässer. Durch die Lösung von Hydrogenkarbonat kann der pH-Wert wieder bis in den schwach sauren Bereich angehoben werden. Weiterhin kann durch eine gezielte Mischung von alkalischen und saurem Flutungswasser die Wirkung der Wässer neutralisiert werden.